# ماگنوس کرپر
ماگنوس کرپر (سوئدی: Magnus Krepper؛ ۱ اکتبر ۱۹۶۷ – ) بازیگر، خواننده و رقصنده اهل کشور سوئد است.
از فیلم‌ها و سریال‌هایی که وی در آن نقش داشته است، می‌توان به سرزمین موعود، دختری که با آتش بازی کرد، پل و جنتلمن اشاره کرد.